# رود ایزدخواست
رود ایزدخواست یکی از رودهای فلات مرکزی ایران است که در محدودهٔ حوضهٔ آبریز گاوخونی قرار دارد.
این رود از به هم پیوستن دو سرشاخه اصلی در جنوب غربی ایزدخواست تشکیل می‌شود. رود رحیمی از دامنهٔ کوه مروارید و رود کشک‌خرا از دامنهٔ کوه کاهستان سرچشمه می‌گیرند و پس از پیوستن به یکدیگر به سوی شمال امتداد می‌یابند. رودخانه سپس از ایزدخواست می‌گذرد و در پایان مسیر خود به تالاب گاوخونی می‌ریزد. سد قوسی ایزد خواست سدی باستانی است که روی این رود ساخته شده‌است. طول رود ایزدخواست ۱۳۰ کیلومتر و مساحت حوضهٔ آبریز آن حدود ۲۹۲۶ کیلومتر مربع است.